# ديون توماس
ديون توماس (بالعبرية: דיון תומאס‏) (بالإنجليزية: Deon Thomas)‏ مواليد 24 فبراير 1971 في شيكاغو، هو لاعب كرة سلة أمريكي/إسرائيلي سابق. بدأ مسيرته الاحترافية في سنة 1994. تم اختياره من قبل فريق دالاس مافيريكس خلال الدرافت. يبلغ طوله 6 قدم 9 بوصة (2.1 م). اعتزل اللعب في 2008.

## المسيرة الاحترافية
لعب مع باسكت مانريسا في الدوري الإسباني في موسم 1994–1995، ثم لعب مع سانت جوسيب في موسم 1995–1996، ثم لعب مع بالونكيستو مالقا في الدوري الإسباني في موسم 1996–1997، ثم لعب مع إشبيلية في موسم 1997–1998، ثم لعب مع سي بي غران كناريا في الدوري الإسباني من سنة 1999 إلى 2001، ثم لعب مع قصرش من سنة 2001 إلى 2003، ثم لعب مع تورك تيليكوم في الدوري التركي في سنة 2003، ثم لعب مع مكابي تل أبيب لكرة السلة من سنة 2003 إلى 2005.

## روابط خارجية
- ديون توماس على موقع سبورتس رفرنس (الإنجليزية)
- ديون توماس على موقع الدوري الإسباني لكرة السلة (الإسبانية)
- ديون توماس على موقع كرة السلة الأوروبية.كوم (الإنجليزية)
- ديون توماس على موقع كلية كرة السلة في سبورتس رفرنس.كوم (الإنجليزية)
- ديون توماس على موقع ريلجم (الإنجليزية)
- ديون توماس على موقع بروبوليرز (الإنجليزية)
- ديون توماس على موقع سبورتس رفرنس (الإنجليزية)